# Barco de Tune
El barco de Haugen es un barco vikingo de tipo karve encontrado en la granja Haugen en Østfold (Noruega). Construido aproximadamente en el 900, está hecho de planchas de roble y fue encontrado en un montículo funerario llamado "Båthaugen" (el montículo del barco), que había sido excavado por el arqueólogo Oluf Rygh en 1867. 
El barco está fragmentado, pero debía tener unos 22 m de eslora, 4,35 m de manga y espacio para 11-12 pares de remos. La longitud de la quilla es de unos 14 metros. Está hecho de travesaños robustos y tiene una borda sólida.
El barco de Haugen se exhibe en el Museo de barcos vikingos en Bygdøy, Oslo.